# 第9軍団 (ウクライナ陸軍)
第9軍団（だい9ぐんだん、ウクライナ語: 9-й армійський корпус、略称：9АК）は、ウクライナ陸軍の軍団の一つ。ヴォルィーニ州ルーツィクに司令部を置く。

## 概要
第9軍団は第10軍団とともに北大西洋条約機構（英語: North Atlantic Treaty Organization、略称：NATO）の支援を受けて新編された軍団で、2023年4月のアメリカ国防総省機密文書流出事件でその存在が明らかになった。
2023年のウクライナ軍による反転攻勢では、主戦力となった。

## 編制
2025年時点の編制は以下のとおりとなる。
- 第9軍団本部
  -  第4独立戦車旅団
  -  第47独立機械化旅団
  - 第67独立機械化旅団
  - 第100独立機械化旅団
  -  第47独立砲兵旅団
  - 第150独立偵察攻撃大隊
  - 第92独立工兵大隊
  - 第81独立通信大隊
  - 第474独立保安整備大隊
  - 第228独立兵站大隊
  - 第508独立修理大隊
  - 第182独立訓練大隊